# 영웅전설
《영웅전설》(英雄傳說, 일본어: 英雄伝説 에유 덴세쓰[*], The Legend of Heroes) 시리즈는 일본의 컴퓨터 게임 개발사인 니혼 팔콤사의 일본식 판타지 컴퓨터 롤플레잉 게임이다. 일본내에서는 PC9801/윈도우용으로 개발되어 큰 인기를 얻었고 콘솔과 모바일용으로도 컨버전되었다. 치밀한 이야기 전개와 게임성으로 한국에도 많은 인기를 끌었다. 현재는 PC 게임을 만들었던 것의 윈도우 8까지의 지원만을 하고 있으며 컴퓨터 게임 개발사가 아닌 이제는 콘솔 게임 개발사인 니혼 팔콤이다. 케러 애니와 협력 중에 있다.
영웅전설은 처음에 ‘드래곤 슬레이어’시리즈의 여섯 번째 작품으로 선보였지만 큰 인기를 얻어 후속편이 제작되면서 시리즈물의 이름으로 자리를 잡았다. 두 번째 작품인 영웅전설2까지 '드래곤 슬레이어'라는 이름을 사용하고 있으며, 영웅전설3부터 독립된 '영웅전설'시리즈로 선보이게 되었다. 한국에 발매되지 않은 드래곤 슬레이어 영웅전설1이 윈도우로 이식된 《신영웅전설》부터 '드래곤 슬레이어'라는 이름은 빠지게 된다.

## 특징
- 플레이스테이션 포터블(PSP)판에서 "영웅전설 VI 천공의 궤적"의 제목이 "영웅전설 천공의 궤적 FC"으로 발매되었다.
- "영웅전설 천공의 궤적 SC"는 "영웅전설 천공의 궤적"의 후편에 해당하는 위치에 있으며, 영웅전설 시리즈의 일곱 번째 작품이 아니다.
- 원래 기획상 영웅전설 천공의 궤적은 하나의 작품으로 발매될 예정이었지만, 시나리오가 너무 길고 개발기간도 장기간에 걸쳐 이루어졌기 때문에 어쩔 수 없이 중간에 FC(First Chapter)와 SC(Second Chapter)로 나누게 되었다는 뒷이야기가 있다. 그 때문에 FC의 엔딩이 새로운 스토리(SC)의 시작이라는 형태로 되어있다.
- "영웅전설 III 하얀마녀"는 PC판, 세가 새턴판, 플레이스테이션(PS)판, 플레이스테이션 포터블(PSP)판이 있지만 세가새턴판과 PSP판에서 차이가 있다. 먼저 발매된 세가새턴판에서 히로인(크리스)의 머리모양은 짧은 단발이었지만, PSP판에서 포니테일로 바뀌어 있다.
- "영웅전설 IV 주홍물방울"은 PC98판에서 윈도우판으로 이식되면서 많은 시스템의 변경이 이루어졌다. PC98판에선 게임의 진행에 따라 시나리오가 변화하는 방식이었지만, 윈도우판에선 정해진 시나리오를 따라가는 형식으로 바뀌었고 필드에서도 저장이 가능해졌으며, 필살기의 추가 같은 변경점이 있다.
- "영웅전설 천공의 궤적 the 3rd"는 *"영웅전설 천공의 궤적 SC"의 반년 뒤의 이야기이지만, 여러 기타 요소로 인해서 그저 '팬디스크'가 아니냐는 지적을 많이 받고 있지만 SC의 반년뒤의 이야기는 맞다.
- 플레이스테이션 포터블(PSP)판에서 "영웅전설 VI 천공의 궤적 FC, SC, TC(The 3rd)"의 제목이 "영웅전설 천공의 궤적 FC, SC, The 3rd"으로 넘버링이 삭제되며 발매되었다. 이후로 발매되는 모든 "영웅전설 ~ 궤적" 시리즈는 넘버링이 삭제되었다. 이는 PSP로 컨버전되어 발매된 이스 시리즈도 같다. 이유로는 PSP로 자사의 게임들을 처음 접하는 사용자가 '기존 시리즈의 후속작' 이미지를 갖기 원하지 않았기 때문이라는 설이 유력하다.

## 시리즈 개요
영웅전설은 크게 세 시리즈로 나눌 수 있다. 1·2편은 《드래곤 슬레이어 영웅전설》(Dragon Slayer : The Legend of Heroes), 3~5편은 《영웅전설 가가브 트릴로지》, 6편부터 《영웅전설 궤적 시리즈》(The Legend of Heroes Kiseki Series)이다. 같은 시리즈에 속한 작품끼리는 같은 세계관을 공유하고 줄거리가 이어지거나 같은 인물이 등장한다. 게임 시스템도 비슷하다.

### 드래곤 슬레이어 영웅전설 시리즈

#### 세계관
드래곤 슬레이어는 《영웅전설I》(The Legend of Heroes), 《영웅전설II》(The Legend of Heroes II)의 무대가 되는 이셀하사는 대륙 중앙의 위치한 파렌 왕국, 서쪽의 온리크 공국, 남쪽의 라느라 왕국, 남동쪽의 솔디스 왕국, 북동쪽의 모레스톤 공화국의 5개의 국가로 이루어져있다. 영웅전설Ⅱ 에 등장하게 되는 파게스타는 이셀하사의 지하에 위치한 지저 세계로 5개의 국가가 있는 이셀하사와는 달리 파게스타 제국으로 통일되어 있다. 20억년전 지상에 살던 사람들이 현 파게스타 사람들의 조상이며 고도의 문명을 이루었지만 파괴신 아그니자가 나타나 지상을 파괴해 현재의 파게스타로 이동하였다.

#### 영웅전설 Ⅱ
영웅전설 시리즈의 2번째 작품이자 드래곤 슬레이어 영웅전설 시리즈의 2번째 작품. 전작 『드래곤 슬레이어 영웅전설』의 후편에 해당하며, 전작에서 20년 후의 이야기이다. 전작의 주인공인 세리오스의 아들 아틀라스가 주인공이며 전작에서 등장했던 캐릭터들도 다수 등장한다. 지상의 이셀하사와 지하의 파게스타에서 일어나는 이야기를 다루고 있다.
- 개발 시기 : 1992년 PC게임 영웅전설 2(도스용)이 발매되었고, 그 이후로 모바일 게임으로 출시되지 않음.

##### 줄거리
아그니자를 물리친 후, 세리오스는 디나와 결혼하여 파렌왕국의 왕이 되었다. 세리오스와 디나의 사이에 왕자가 태어나, 아트라스라는 이름이 붙여진다. 그로부터 약 16년후, 아그니자가 쓰러진지 20년이라는 세월이 흐른 뒤, 아트라스는 16세 생일을 맞이하려 하고 있었다.
그런 어느 날, 이셀하사 전토에 걸친 대지진이 일어나 각 지방이 심각한 피해를 입게된다. 피해 복구가 끝날 무렵, 아트라스는 세리오스에게서 각지의 지도자들에게 친서를 전해주라는 부탁을 받아 여행을 떠나게 된다.
아트라스가 라느라 왕국을 방문하고 있던 때에 갑자기 세계 각지의 「용의 알」에서 몬스터가 대량으로 발생하는 사건이 일어난다. 아트라스와 그 원인을 알아내어 사건을 해결하기 위해 여행으로 만난 동료들과 함께 조사를 시작한다. 그러던 중 아트라스 일행은 이셀하사의 지하에 있는 파게스타라는 세계와 그곳에서 살고 있는 사람들이 있다는 것을 알게 된다.

##### 등장인물
| - 아트라스(15세) - 란도(32세) | - 플로라(14세) - 신디(20세) |  |

### 가가브 트릴로지 시리즈
가가브 트릴로지는 영웅전설시리즈의 세 번째 작품에서 다섯 번째 작품 [[영웅전설 III 하얀마녀|《하얀마녀》(白き魔女, Prophecy of the Moonlight Witch)]] [[영웅전설 IV 주홍물방울|《주홍물방울》(朱紅い雫, A Tear of Vermillion)]] [[영웅전설 V 바다의 함가|《바다의 함가》(海の檻歌, A Cagesong of the Ocean)]] 세 작품을 가리키는 말이다.
세 작품 모두 가가브라고 불리는 커다란 균열로 분단되어있는 같은 세계가 이야기의 무대이며, 각 지역은 티라스일(『하얀마녀』의 무대), 엘 필딘(『주홍물방울』의 무대), 벨트루나(『바다의 함가』의 무대)라고 불리고 있다. 시대의 흐름은 『주홍물방울』(가가브력 937년), 『바다의 함가』(가가브력 943년), 『하얀마녀』(가가브력 992년)의 순서로 되어 있다. 가가브력이란 세 작품의 공통적인 연호이다. 각각 독립된 이야기로 되어 있지만, 작품을 넘나드는 연결점이 존재한다.
| 게임 출시 연도                        | 전개상 순서        | 제목        |
| ------------------------------------- | ------------------ | ----------- |
| 첫 번째 (1994년·1998년·1999년·2004년) | 3 (가가브력 992년) | 하얀마녀    |
| 두 번째 (1996년·1998년·2000년·2005년) | 1 (가가브력 937년) | 주홍물방울  |
| 세 번째 (1999년·2006년)               | 2 (가가브력 943년) | 바다의 함가 |

### 궤적 시리즈
가가브 시리즈에 이은 영웅전설의 새로운 시리즈로 총과 비행선이 등장하는 등 이전 시리즈에 비해 배경이 다소 근대와 현대풍이고, 2차원을 벗어나 3차원 그래픽을 도입하였다.

## 같이 보기
- 이스
- 쯔바이!!
- 제나두 넥스트
- 니혼 팔콤